# Intelektualna lastnina
Intelektualna lastnina je vrsta lastnine, ki je produkt človeške pameti in je ime pravnega koncepta, ki skrbi za varovanje intelektualne aktivnosti oz. znanja. Pravni koncept opredeljuje pravice avtorja nad njegovo intelektualno stvaritvijo in pravice javne dostopnosti do teh stvaritev. Znanje ščiti zato, da bi pospeševal razširjanje in uporabo intelektualnih stvaritev, ter vzpodbujal pošteno trgovino, ki prispeva h gospodarskemu in socialnemu razvoju družbe. 

## Pravna ureditev intelektualne lastnine
Intelektualna lastnina je samostojno pravno področje. Zakon določa vrsto in vsebino teh pravic, njihov obseg in način pridobitve, način uveljavljanja pravic v primeru kršitve, vrste in dovoljene oblike gospodarskega izkoriščanja.
Urejajo ga mednarodne pogodbe, evropski predpisi in nacionalna zakonodaja. Direktive so prevzete v slovensko zakonodajo, uredbe pa se uporabljajo neposredno. 
Poleg mednarodnih in evropskih predpisov urejajo pravice intelektualne lastnine v Sloveniji še trije zakoni, in sicer zakon o avtorski in sorodnih pravicah, zakon o industrijski lastnini in zakon o varstvu topografije polprevodniških vezij (po Konvenciji o ustanovtvi Svetovne organizacije za intelektualno lastnino).
Vse našteto ustreza zakonski regulativi, ki je po svetu poznana pod imenom copyright in razume intelektualne proizvode v prvi vrsti kot lastnino. V tem smislu gradi na treh načelih: 
- Imetnik pravice sme prepovedati komercialno izkoriščanje predmeta pravice, za katerega ni dal dovoljenja.
- Varstvo teh pravic se nanaša izključno na pridobitno dejavnost.
- Pravice so teritorialne in tudi praviloma časovno omejene, razen blagovnih znamk, trgovskih imen in geografskih označb, katerih varstvo lahko traja neomejeno dolgo. Po izteku zakonsko predpisane dobe postane predmet takšnega varstva javna dobrina in ga lahko vsakdo svobodno komercialno izkorišča.

Alternativa tej zakonodaji, ki intelektualne proizvode obravnava na enak način kot druge proizvode v industrijski družbi, je pravna regulativa, poznana pod imenom creative commons, ki intelektualno lastnino razume v prvi vrsti kot javno dobro in veliko bolj ustreza informacijski družbi kot zastareli copyright. Intelektualni proizvod se namreč od materialnega proizvoda, ki ga lahko naenkrat uživa samo en uporabnik, razlikuje v tem, da ga je mogoče skoraj brez stroškov razmnožiti in da ga lahko hkrati uživa več uporabnikov. Z delitvijo materialnega proizvoda med več ljudi njegova vrednost za posameznika pada, z delitvijo intelektualnega proizvoda med več uporabnikov njegova vrednost raste (npr. knjiga, ki jo prebere več ljudi, akumulira večji kulturni kapital. 

## Zgodovinski pomen
Do prve zaščite patentov je prišlo v Italiji v 11. stoletju. Takrat so v Benetkah dovoljevali rokodelcem izvoz svojih izdelkov, hkrati pa prepovedali izvoz znanja o načinu izdelave izdelkov. Državna patentna zaščita se je prvič pojavila v 13. stoletju, izvajati pa so jo začeli v 15. stoletju. V strokovni literaturi je kot prvi naveden Akt, ki ga je leta 1474 sprejela Beneška republika. 
Angleški parlament je leta 1623 sprejel Zakon o monopolih, ki je ukinil vse kraljeve monopole razen tistih, ki so varovali izume, leta 1852 pa je bil sprejet nov Zakon o patentih in ustanovljen patentni urad. V Ameriki (1790) in v Franciji (1791) so sprejeli prva nacionalna zakona o patentih, ki nista več temeljila na podeljevanju privilegijev. 
Zaščita znanja je nacionalni pomen dobila v 18. stoletju. Patentni sistem se je v 19. stoletju postopoma razširil po vsej Evropi in občasno, predvsem v obdobju  1850-1873, naletel na močan odpor posameznih evropskih državah. V Veliki Britaniji so leta 1872 uzakonili stroge omejitve patentnega varstva; v Nemčiji je Bismarck (1868) predlagal popolno odpravo patentne zakonodaje; Nizozemska je leta 1869 razveljavila patentni zakon iz leta 1817, Švica pa je stalno zavračala tovrstne predloge po patentni zaščiti. Ostro nasprotovanje nekaterih držav se je kmalu poleglo, najbolj vztrajni nasprotnici patentnega sistema pa sta ostali Švica in Nizozemska, ki sta zaščiti znanja nasprotovali vse do 20. stoletja. Kot opozarja Luis Suarez-Villa, je leta 1870 več kot dvajset držav sprejelo patentno zakonodajo, kar je pripeljalo do nastanka pomembnega mednarodnega sporazuma o 19 patentnih pravicah leta 1883 s Pariško konvencijo. Ideje te Konvencije so ohranile svoj pomen vse do danes.

## Svetovna organizacija za intelektualno lastnino
Pojem intelektualne lastnine se je uveljavil z ustanovitvijo Svetovne organizacije za intelektualno lastnino WIPO s sedežem v Ženevi, ki si prizadeva za čim večje poenotenje zakonodaj svojih članic na področju intelektualne lastnine. WIPO je nastala na podlagi Konvencije o ustanovitvi Svetovne organizacije za intelektualno lastnino leta 1967 v Stockholmu. Leta 1974 se je preoblikovala v specializirano agencijo znotraj OZN, danes pa je najpomembnejša mednarodna organizacija, ki pokriva področje intelektualne lastnine.
Pravice intelektualne lastnine so opredeljene v drugem členu Konvencije in se nanašajo na naslednja področja: 
- dela s področja književnosti, umetnosti in znanosti
- gledališke predstave, fonograme in prenašanja
- izume na vseh področjih človekovih prizadevanj
- znanstvena odkritja
- industrijsko oblikovanje
- znamke, storitvene znamke in komercialna imena in označbe
- varstvo pred nelojalno konkurenco
- in vse druge dejavnosti, ki izhajajo iz intelektualne dejavnosti na področjih industrije, znanosti, književnosti in umetnosti. Po Ustavi Republike Slovenije se ratificirane in objavljene mednarodne pogodbe uporabljajo neposredno ter jih ni potrebno prevzeti v slovensko zakonodajo.

## Zanimivosti
- Prvo prijavo za slovenski patent je vložila 17. oktobra 1991 Fakulteta za elektrotehniko in računalništvo v Ljubljani za izum vezja za napetostno zaščito napajanja integriranega CMOS-vezja. Patent je bil podeljen 27. novembra 1992 in še vedno velja.
- Najmlajša izumiteljica s patentom je štiriletna Sydney C. Dittman iz Houstona v ZDA, ki je leta 1993 dobila patent za izum pripomočka za prijem okroglih vratnih kljuk.
- Alexander Graham Bell je 14. februarja 1876 zaprosil za patent za telefon le nekaj ur pred Elishem Greyem. Če bi s svojo prijavo čakal še en dan, bi danes za izumitelja telefona veljal slednji.
- Najstarejša v Sloveniji veljavna patentna znamka ima številko 2180197. Prijava zanjo je bila vložena 31. marca 1921, nato pa je prek različnih držav in sistemov varovanja intelektualne lastnine, ki so veljali na področju Slovenije, prispela do nas. Prijavo je vložilo podjetje G. M. PFAFF AG iz Nemčije, sedanji imetnik znamke pa je Viking Sewing Machines AB iz Švedske.